# Taïfa de Calatayud
La taïfa de Calatayud était un petit état musulman de taïfa centré autour de la ville de Calatayud qui a existé pendant une brève période entre 1046 et 1055. 
Il faisait initialement partie de la vaste taïfa de Saragosse (1019), d'où il se sépara en 1046 sous Muhammad ben Suleiman, fils d'Al-Musta'in I et frère d'Al-Muqtadir. Au cours de ces années, la pièce a été frappée sous les demandes de Muhammad ben Suleiman dont on ignore le lieu de résidence après la guerre avec son frère et l'occupation et le dernier séjour de Calatayud dans la taifa de Saragosse, jusqu'en 1120 que Calatayud est conquis par Alphonse Ier d'Aragon pour le royaume d'Aragon.